# António Luciano dos Santos Costa
António Luciano dos Santos Costa (Corgas, Sandomil, Seia, 3 de maio de 1952) é um bispo católico português. Foi nomeado bispo da Diocese de Viseu.

## Biografia
Nascido em Corgas, Freguesia de Sandomil, Concelho de Seia, realizou os seus primeiros estudos na escola primária de Corgas e no colégio de Nossa Senhora da Conceição, em São Romão. Ingressou na Escola de Enfermagem Dr. Ângelo da Fonseca, em Coimbra, onde exerceu as funções de enfermeiro nos Hospitais da Universidade. Prestou serviço militar em Moçambique e retornou, após o seu período de serviço, aos trabalhos de enfermagem. Após o início dos seus estudos teológicos, foi ordenado diácono a 8 de dezembro de 1984 e, no verão seguinte, a 29 de junho de 1985, presbítero, na Sé da Guarda.
Foi nomeado Bispo de Viseu, pelo Papa Francisco, a 3 de maio de 2018, sendo marcada a sua consagração episcopal a 17 de junho, na Sé da Guarda.
A sua tomada de posse decorreu no dia 22 de Julho de 2018, na Sé de Viseu.
Em outubro de 2022, foi noticiado - sem que tenha sido desmentido - que D. António Luciano Costa mantinha em funções, contra as orientações da própria Igreja Católica, um padre denunciado e investigado pelo Ministério Público por abuso sexual de menores, por factos que teriam ocorrido na década de 1990. O sacerdote em causa confirmou ter sido abordado pelo bispo D. António Luciano Costa sobre o assunto, mas revelou surpresa com a investigação do Ministério Público e assegurou que a denúncia era falsa.